# سيسيل وود
سيسيل وود (بالإنجليزية: Cecil Wood)‏ (8 أبريل 1896 - 1990 في أستراليا) هو لاعب كريكت أسترالي. لعب مع فريق تسمانيا للكريكت.

## وصلات خارجية
- سيسيل وود على موقع إي آس بي آن كريك إنفو (الإنجليزية)